# Bathophilus brevis
Bathophilus brevis és una espècie de peix de la família dels estòmids i de l'ordre dels estomiformes.

## Morfologia
- Els mascles poden assolir 5,5 cm de longitud total.[4][5]

## Hàbitat
És un peix marí i d'aigües profundes que viu entre 75-1.650 m de fondària.

## Distribució geogràfica
Es troba a l'Atlàntic oriental (des de Gàmbia fins a Namíbia), l'Atlàntic occidental (Estats Units) i el Pacífic oriental, incloent-hi Xile.